# Kenneth Appel
Kenneth Ira Appel (Brooklyn, 8 ottobre 1932 – Dover, 19 aprile 2013) è stato un matematico statunitense, conosciuto per aver dimostrato, con Wolfgang Haken, il teorema dei quattro colori nel 1976.